# 李安 (隋)
李 安（り あん、生没年不詳）は、中国の北周から隋にかけての武人。唐の高祖李淵の従兄にあたり、宗室として西平王に追封された。字は玄徳。本貫は隴西郡狄道県。

## 経歴
北周の朔燕恒三州刺史・襄武県公の李蔚（李虎の七男）の子として生まれた。北周の天和年間、右侍上士を初任とし、襄武県公の爵位を嗣いだ。儀同・少師右上士の位を受けた。580年、楊堅が丞相となると、李安はその側近として召され、職方中大夫に転じた。李安の伯父の梁州刺史李璋が、北周の趙王宇文招とともに楊堅の殺害を図り、李安の弟の李悊をその陰謀に誘った。李悊は「これをそのままにするのは不忠であるし、密告するのは不義である。忠と義を失うのでは、いかに身を処したらよいのだろうか？」と言って李安に相談した。李安は「丞相は父も同じである。そむくことができようか」と答えた。そこでひそかに楊堅に報告した。趙王宇文招らが処刑されると、李安の兄弟に褒賞を加えられることとなったが、李安は「兄弟に汗馬の労なく、伯父が謀反を起こしたしまつ。伯父の命の代わりに褒賞を求めることができましょうか」と泣いて謝絶した。楊堅はこのため罪を李璋の一身にとどめ、李璋の子に後を嗣がせた。まもなく李安は開府儀同三司の位を受け、趙郡公に進んだ。
581年、隋が建てられると、李安は内史侍郎に任じられ、尚書左丞・黄門侍郎に転じた。南朝陳に対する征戦において、楊素の下で司馬となり、行軍総管を兼ね、蜀の兵を率いて長江の流れに沿って東下した。ときに陳軍は白沙に駐屯し、船上にとどまっていた。李安は諸将の賛同をえて陳軍を夜襲し、自らは兵を率いて先鋒に立ち、陳軍を撃破した。功績により位は上大将軍に進み、郢州刺史に任じられた。数日後、鄧州刺史に転じた。李安は宮中の職を求め、左領左右将軍に任じられた。まもなく右領軍大将軍に転じた。弟の李悊とともに禁衛をつかさどり、文帝（楊堅）の信頼も厚かった。588年、突厥が隋の北辺に侵入すると、李安は行軍総管となり、楊素の下で突厥を討った。別道を通って長川に出て、突厥軍が渡河するところに戦いを挑み、撃破した。601年、寧州刺史として出向した。
位は柱国に進んだ。水腫を患って、病没した。享年は53。諡は懐といった。唐が建てられると、例王に追封され、さらに西平王に追封された。

## 子女
- 李瓊（後嗣）
- 李琛（襄武郡王）
- 李孝恭（河間元王）
- 李瑊（済北郡王）
- 李瓌（中国語版）（漢陽郡王）

## 伝記資料
- 『隋書』巻50 列伝第15
- 『北史』巻75 列伝第63
- 『旧唐書』巻60 列伝第10
- 『新唐書』巻78 列伝第3